# とどろけ!一番
『とどろけ!一番』（とどろけ いちばん）は、のむらしんぼによる日本の漫画。『月刊コロコロコミック』（小学館）において1980年2月号から1983年5月号まで連載された。単行本は全7巻で、後にトラウママンガブックス（英知出版）より上下巻で復刊されている。また、同社の『トラウママンガマガジン』3号では、同時期のコロコロ漫画と一緒に、作者による新作が描き下ろされた。また、『熱血!!コロコロ伝説』（小学館）にてんとう虫コミックス1巻が復刻されたものが付録としてついている。

## 概要
連載初期から中盤にかけては中学受験を舞台に学力テストでの対決を格闘技風に描く漫画であった。テストの答案を書くという、本来アクションでないものをアクション漫画として描くことができた背景には、当時『コロコロ』でのヒット作であった『ゲームセンターあらし』が、ゲームの操作をアクション漫画として描くことで漫画の表現方法を広げたことを通じ、同誌の編集者たちが「漫画にできないものはない」と考えたという背景があり、後にはのむらも、執筆当初は必死に『あらし』を真似たと語っている。また、当初の予定では受験シーズンにあわせて1月から3月までの3回で連載が終わる予定だったが、人気が出たために連載の継続を余儀なくされ、後述のように主人公が受験において成功を収めていながらも受験を続けなければならないという、苦肉の設定が生まれることとなった。のむらの師である弘兼憲史には単行本1巻発売時に「お前、こんなアホな漫画よく考えられるな。俺はこんなこと思い付かない」と評されたという。
勝負の基準は曖昧であり、基本はテストの点数勝負であるが、一番達を始め作中の受験戦士にとって通常は100点満点を取るのは当然で、結果的に本作の受験勝負は「秘技を使っていかに早く派手に問題を解くか」「卑怯な対戦相手の妨害をいかに跳ね返すか」等に焦点が当てられる。
単行本5巻が出る頃にはネタが尽きてきてもう試験ネタが続けられなくなったことと、ネタのエスカレートさに読者にも飽きられ始めていたため、丁度変わった当時新人の担当編集者の案で、格闘技風ではない格闘技マンガへと路線変更を図る。後半は突然「これまでの受験勉強の技は全てボクシングのためのものだった」という強引な設定で、ボクシング漫画に方針を転換させて読者を驚かせた。この路線変更によって読者からの手紙は一気に2倍の量になったが、その大半は路線変更への抗議で、鉛筆の削りかすや消しゴムのかすが入れられた手紙までが送られて来るようになり、加えてライバル誌週刊少年ジャンプ（集英社）の看板作品だった『リングにかけろ』（車田正美）の演出とストーリー展開を引用したことも人気の急降下に拍車をかけたため、連載終了が決定した。のむら自身は「受験編は色んな意味で真面目に支持してくれた人も多かったので、ファンはどちらかと言うと受験漫画から路線変更したことが許せなったのかも」と回顧している。

## あらすじ
進学塾の名門・大日本進学塾に入学した一人の少年、轟一番が、書いても書いても減らない幻の鉛筆「四菱ハイユニ」と必殺技を駆使して試験勝負で並みいる強敵を倒していく。しかし、それには本人も知らない真の目的があった。

## 登場人物
轟 一番（とどろき いちばん）
主人公。昭和43年（1968年）9月24日生まれ。
大日本進学塾所属。「1」と書かれたハチマキをいつもしており、常に鉛筆を3本前後挟んでいる。書いても書いても芯が減らず鋼鉄より硬い「四菱ハイユニ」を使って、様々な秘技を駆使して試験問題を解く。見た目や性格はわんぱく少年そのものといういで立ちで、普段から勉強している描写も見受けられないが、実は物心つく前から様々な本を読み、2歳であらゆるクイズ番組を制覇した天才であり、ほぼ全ての試験で満点を獲得する。右手と左手で違う記号や文を同時に書ける器用さと右目と左目で違うテスト用紙を同時に読み解く離れ業の持ち主で、これを利用し両手に鉛筆を握って別々の問題を同時に解く「秘技・答案二枚返し」が必殺技。ボクシング編では、真空状態の中でパンチを放つ「水月拳（すいげつけん）」を会得する。元々はボクシング選手だった一番の父親が持っていた技だった。
実は、生まれた時の戸籍提出時のミスにより、常仁や明日香よりも年齢が1歳年下。そのため、名門・開布中学の入学試験で満点を獲得したにもかかわらず、開布中学に入学することができなかった。
さらに翌年の入学試験では、入試スキャンダルのため、入試合格者なしと言う事態になり、常仁、甘井ともども結局開布中学に入学することはなかった。
受験編からボクシング編にストーリーが切り替わる際、彼の出生が明らかにされる。彼が生まれたころに本物の轟家がライバルの拳闘路家とのボクシングの抗争に巻き込まれ、実の両親は拳闘路家による放火で死亡。生まれて間もない一番をある女性（現在の母親。後述する多田頑春の妹｡）が連れて避難し、自分の息子として育てた。そんな過去があったため、母となった彼女からは当初ボクシングをすることに反対された。しかし結局、轟家の再興を目指す彼女の兄である多田頑春により許される。
トラウママガジンの新作では最終回から一年後、離島に移住していたが学長に呼び戻され新たに受験戦士として戦う。
好物は豚カツ（受験に勝つ）、炒り玉子（志望校に入る）、スタミナ焼肉。
第1話から3話までの、本来は5年生だったはずの時代はハチマキ以外の衣装が異なっていた。
いとこの轟二番（とどろき にばん）が、ニセ一番として登場するエピソードもある。
常仁 勝（つねに まさる）
一番のライバル。常仁財閥の御曹司。
一番と同じく大日本進学塾所属。開布中学に合格するが、一番の得点が自分より上にもかかわらず前述の事情で翌年も受験すると知り、一番を倒すため、入学許可証を破り捨てて再び受験生となる。翌年一番と共に再受験に挑むが、入試スキャンダルに巻き込まれ結局入学はしなかった。一番と試験で張り合うが、後に一番と共闘するようになり、サポート役となる。試験の点数は500点満点で大体490点位。常時2位から3位に位置している。典型的な金持ちライバルキャラだが、勝負に関しては正々堂々と戦う性格である。一番が手を負傷したとき、同じ条件を望み、自らの手を傷つけたこともある。
ボクシング編では、轟家のライバルである拳闘路（けんとうじ）家の一族の一人であったことが判明しその刺客となり、「火闘拳（かとうけん）」を会得するが、一番にボクシングの試合で負け、一番サイドに乗り換える。
山本 明日香（やまもと あすか）
一番のガールフレンド。一番とは幼馴染で、小学校入学時から「おててつないで」登校していたほど相思相愛の仲である。
大日本進学塾の最優秀クラスであるAクラスに在籍し、開布中学にも合格するほどの優等生ではあるがあくまで常識の範囲内の話で彼女自身は普通の少女であり、一番の無茶な勉強（特訓）には付いていけない。しかし一番とライバルの闘いに関与することも多く、一番が彼女の助けによってピンチを切り抜けたエピソードも存在する。一方、彼女自身も車に撥ねられたり敵に人質に取られたりと災難に見舞われることも。
大日本進学塾在籍後にレギュラーキャラの中でただ一人開布中学に入学するが特に中学生活の様子は描かれず、翌年には入試スキャンダルに失望して退学する。
苗字の「山本」は開布中学の合格発表掲示板にて確認できる。
甘井 太郎（あまい たろう）
コミックス2巻から登場。大日本進学塾在籍。鉛筆を自分で削れない程のわがままお坊ちゃん。美人の妹がいる。最初のみ一番と敵対し、卑怯な手段で一番をおとしめようとした。しかし一番に敗れてからは大人しくなり、すぐに塾生仲間としてレギュラーに定着。一番や常仁と共闘するようになる。
入試スキャンダルの回での開布中学の合格発表の際に「オレの小学校六年間はなんだったのだあ」というセリフがあることから、常仁や明日香とは違って一番とは同い年であると思われる。
多田 頑春（ただ がんばる）
通称「塾長」。大日本進学塾総帥3代目で、日本教育界の首領とも言われる。一番の育ての母の兄。初代の名前は「多田 励無（ただ はげむ）」。一番たちを時には厳しく、時には暖かく見守る存在。
スキンヘッドとサングラス、髭がトレードマークであり、常に和服姿。一番の父の一番弟子であり、水月拳の伝承者でもある。

## 登場秘技
一番はその柔軟な思考による創意工夫や臨機応変な機転により、毎回のように新秘技を披露したが、繰り返し使用した秘技は数えるほどしかない。また大半の対戦相手もいろいろな秘技を使う。2回以上登場した秘技には以下のようなものがある。
答案二枚返し
上記の答案二枚返し。手だけでなく左右の目も別々に動かすことが特徴。基本技として様々なバリエーションを生んだ。
ゴッドハンド
目に見えないほど素早く手を動かすという、二枚返しに続く基本的な秘技。同時期の同誌の看板作『ゲームセンターあらし』で同様の特徴を持つ秘技「炎のコマ」に相当する。
ダブルゴッドハンド
二枚返しとゴッドハンドを組み合わせたもの。
ウルトラタイフーンゴッドハンド
ゴッドハンドで風速250メートルの嵐を起こす技。
四菱ハイユニマグナムショット
四菱ハイユニをダーツのように投げ付ける。他にも似たような鉛筆投げの技は多数登場した。
水月拳
前述のボクシング技。水中で特訓した後、二枚返しを応用して完成した。まず左のパンチを放って真空状態を作り出し、その真空中に右のパンチを打ち込むことで通常のパンチの何倍もの破壊力を生み出す。その威力は素手で空中の風船を粉々に砕くほど（普通は割ることすら困難）。

## 用語
四菱ハイユニ
書いてもほとんど磨り減らない幻の鉛筆。当初使っていた四菱ハイユニは、秘技を使い続けることで一番が再起不能になる事態を恐れた明日香によって隠される。そのため、一番は自身で新たな四菱ハイユニを開発した。特殊強化鋼と液体鉛を56.2:43.7の割合で調合したあと一番自身のハナクソを混ぜ、203度の火（アルコールランプを使用）で炙って芯を作っていた。その芯は刃物よりも鋭く、藁束を居合斬りのように斬ることができるほど。作り方次第では強力な武器にもなる。ちなみに隠された最初の四菱ハイユニは明日香が密かに自分の宝物にした。第1話では一番の四菱ハイユニがやたら短い（≒使い込まれている）ことに塾生たちが驚くシーンがあったが、後の描写では一番の四菱ハイユニは自作品であり持ちやすい長さに切って使っているという設定も加えられた。
ネオ四菱
後に一番はスペースシャトルから剥がれ落ちたスーパーセラミックを母のダイヤの指輪を使って加工し、これを芯にしたアンテナペンも作成している。三段式で如意棒のように伸縮し、普段はハチマキにも隠れる短さだが、伸ばせば棒高跳にも使えるほど。そのスーパーセラミックは熱に強く、カッターが刃がたたないくらいの硬度を持ち、更に四菱ハイユニよりも靭性に優れているという特性を持つ。
開布中学（かいふちゅうがく）
一番や常仁が入学を目指していた、名門中の名門とされる中学校。しかし一番は出生届の誤りにより入学できず、合格していた常仁も一番と戦うべく入学許可証を破り捨て、結果として明日香が一人で入学した。翌年には一番、常仁、甘井が受験するも今度は合格者なしという異例の事態となった。真実は、PTA連合会の会長である黒幕大造（くろまくだいぞう）がPTA加入者に対し、多額の金と引き換えに試験問題をあらかじめ渡すという不正が行われていたからであり、それを知った校長が受験者を全員不合格にするという処置に踏み切った結果であった。校長が責任を取って辞職したことで黒幕が開布中の実権を握ろうとしたが、一番らの活躍で真相は暴かれる。その後、一番、常仁、甘井は開布中の受験を蹴り、明日香も自主退学した。

## 連載終了の経緯とその後
作者ののむらしんぼが『コロコロ創刊伝説』で描いた連載終了の顛末によると、人気が急降下したとはいえ、まだ中の下程度の人気は維持しており、本来は打ち切りになるようなレベルではないことを前担当編集者に明かされ、のむらは「だったら続けさせて下さい」と訴えたが、「ただ生活のためだけに、ダラダラと描き続けていいのか？」と叱責されたという。そして久々の受験バトルでボクシングの経験を生かした文武両道の姿という最終回を描いて本作は終了した。
その後のむらはいくつかの連載と打ち切りを経験した後に、「一番」以上の自身最大のヒット作『つるピカハゲ丸』を送り出すことになる、一方で同作で見られた「他作品の演出等を引用する癖」は『ハゲ丸』終了後再びスランプに陥った時にも見られている。